# Зеленоград (футбольный клуб)
«Зеленоград» — российский любительский футбольный клуб. Образован в 2002 году, официально зарегистрирован в 2003 году. Территориально размещается в городе Зеленограде Москвы. В 2007—2010 годах имел статус профессионального клуба: провёл 4 сезона во втором дивизионе чемпионата России (зона «Запад») и 7 матчей в четырёх розыгрышах Кубка России.

## Любительский клуб (2002—2006)
Первым турниром зеленоградцев стало Первенство России среди любительских футбольных клубов (зона «Москва») 2002 года, в котором клуб занял 16-е место среди 21 команды. В 2003 году «Зеленоград» поднялся в итоговой таблице на 11-е место (среди 19 команд), а уже в 2004 стал серебряным призёром первенства, повторив данное достижение в следующем году.
В феврале 2006 года в управление клубу был передан стадион «Ангстрем», построенный в 1970-е годы и принадлежавший ранее заводу «Ангстрем», и 31 мая «Зеленоград» провёл свой первый официальный матч на собственном стадионе. В том же году клуб стал победителем Первенства ЛФЛ в зоне «Москва» (обеспечив тем самым себе путёвку во второй дивизион чемпионата России) и бронзовым призёром финального турнира первенства.

## Профессиональный клуб (2007—2010)
В сезоне 2007 года «Зеленоград» дебютировал 18 апреля в Кубке России и 22 апреля во втором дивизионе. 4 июня комиссия Профессиональной футбольной лиги подтвердила готовность стадиона «Ангстрем» (после соответствующей реконструкции, начатой в октябре 2006 года) к проведению игр второго дивизиона, и 12 июня «Зеленоград» провёл свой первый официальный матч на обновлённом стадионе. В итоговой таблице второго дивизиона (зона «Запад») клуб занял 12 место (из 16-ти возможных).
В сезоне 2008 года 29 июля в связи с неудачными результатами первой половины чемпионата (клуб занял 17-е место из 19 возможных) бессменный с момента основания тренер Николай Александрович Кулин был отправлен в отставку, а новым главным тренером клуба был назначен Владимир Васильевич Бодров, которому к концу турнира удалось поднять команду на пять мест — до 12-го места (из 19-ти возможных). В начале ноября Бодров покинул пост главного тренера, перейдя в СДЮШОР «Спартак» (Москва).
12 января 2009 года новым главным тренером клуба назначен Андрей Игоревич Афанасьев. 27 июля в связи с неудачными результатами первой половины чемпионата (клуб занял 15-е место из 19 возможных) Афанасьев был отправлен в отставку, временно исполняющим обязанности главного тренера был назначен играющий тренер команды Михаил Николаевич Мурашов. 20 августа новым главным тренером клуба назначен Юрий Геннадьевич Свирков, которому к концу турнира удалось поднять команду на четыре места — до 11-го места (из 19-ти возможных), что стало лучшим достижением команды во втором дивизионе.
25 июня 2010 года после шестого подряд поражения «Зеленограда» Свирков написал заявление о предоставлении отпуска по семейным обстоятельствам. В последующих трёх играх тренерскую работу осуществлял директор клуба Сергей Сергеевич Егоров, а помогал ему уже исполнявший ранее обязанности главного тренера администратор команды Михаил Мурашов, фактически являвшийся вторым тренером. 13 июля Свирков был отозван из заявки клуба, и Егоров стал новым главным тренером команды. К концу турнира команда не смогла улучшить результаты (по сравнению с первой половиной) и осталась на 14-м месте (из 17 возможных), что стало худшим результатом команды во втором дивизионе.
30 декабря 2010 года было официально объявлено, что из-за перевода игр профессиональных лиг чемпионата России на формулу «осень — весна» клуб покидает второй дивизион и на 2011 год подаёт заявку на участие в первенстве России среди любительских футбольных клубов.

### Результаты
Чемпионат России. Второй дивизион. Зона «Запад»
| Сезон | Место    | И  | В  | Н | П  | РМ    | О  |
| ----- | -------- | -- | -- | - | -- | ----- | -- |
| 2007  | 12 из 16 | 30 | 9  | 7 | 14 | 36:36 | 34 |
| 2008  | 12 из 19 | 36 | 12 | 8 | 16 | 47:51 | 44 |
| 2009  | 11 из 19 | 36 | 13 | 9 | 14 | 44:43 | 48 |
| 2010  | 14 из 17 | 32 | 10 | 6 | 16 | 34:44 | 36 |

Кубок России
2007/2008
- 1/512 финала: Зеленоград — Кооператор (Вичуга) — 1:0
- 1/256 финала: Торпедо (Владимир) — Зеленоград — 3:0

2008/2009
- 1/512 финала: Истра — Зеленоград — 1:3
- 1/256 финала: Зеленоград — Волга (Тверь) — 4:5 (осн. и доп. время 1:1, пенальти 3:4)

2009/2010
- 1/256 финала: Зеленоград — Истра — 0:1

2010/2011
- 1/256 финала: Зеленоград — Волочанин-Ратмир (Вышний Волочек) — 1:0
- 1/128 финала: Волга (Тверь) — Зеленоград — 1:0

## Любительский клуб (с 2011)
24 февраля 2011 года новым главным тренером клуба был назначен Михаил Мурашов, в 2009 году уже исполнявший обязанности главного тренера. Осенью 2012 года клуб выиграл скоротечное осеннее первенство России среди ЛФК, опередив 12 команд.
В 2013 году клуб сделал «золотой дубль», выиграв Кубок Москвы среди любительских клубов и первенство России среди команд III дивизиона (зона «Москва»). На финальном турнире Кубка России среди любительских клубов (Межрегиональный раунд) в Сочи зеленоградцы заняли 3-е место.
Зимой 2014 года главный тренер команды Михаил Мурашов перешел на работу в новообразованный клуб «Солярис». Тренерские функции были возложены на играющих тренеров — самых опытных футболистов в составе команды Андрея Бовтало и Артёма Клюева. Зелено-белые повторили успех 2013 года: выиграли первенство России среди команд III дивизиона (зона «Москва») и Кубок Москвы среди ЛФК.
В сезоне 2015 года зеленоградцы сделали четвёртый подряд «золотой дубль». После выигрыша Кубка Москвы среди ЛФК было взято 1-е место в Первенстве, причем команда стала недосягаемой для соперников за 4 тура до окончания турнира.
В 2016 году ФК «Зеленоград» в четвёртый раз подряд выиграл Кубок Москвы, победив в финале «Летний дождик» со счётом 2:1. В первенстве ряд неудачных игр в октябре оставил зелёно-белых за пределами тройки призёров. 4 ноября 2016 года в первом в истории Суперкубке Москвы среди ЛФК «Зеленоград» выиграл со счётом 1:0 у «Троицка» (победителя зоны «Москва» в 2016 году).
В сентябре 2017 года ФК «Зеленоград» в пятый раз подряд выиграл Кубок Москвы, в финале взяв верх над «Локомотивом» U-19 — 1:0. В Первенстве России «Зеленоград» занял 2-е место после «Росича».
В апреле 2018 года «Зеленоград» уступил «Росичу» со счётом 0:3 в матче за Суперкубок Москвы. В сентябре в шестой раз подряд был выигран Кубок Москвы среди ЛФК. Второй год подряд зеленоградцы заняли в первенстве 2-е место, опередив на финише ФШМ на одно очко.
В апреле 2019 года в матче за Суперкубок Москвы среди ЛФК «Зеленоград» выиграл у «Росича» со счётом 4:3. В сентябре была добыта седьмая подряд победа в Кубке Москвы среди ЛФК. На этот раз в финале была побеждена команда ФШМ — 3:1.
В сезоне 2020 года чемпионат Москвы среди ЛФК (дивизион «А») проходил в один круг с участием 14 команд. Зелено-белые потерпели поражения от главных конкурентов из «Росича» и «Родины-2», остальные матчи выиграли и заняли 3-е место, повторив результат Чемпионата 2019 года. Кубок Москвы на этот раз зеленоградцам не покорился, они потерпели поражение в полуфинале от СШ № 75.
В 2021 году «Зеленоград» занял 2-е место в чемпионате и дошёл до полуфинала кубка (проиграл «Росичу» в серии пенальти). Через год повторил результат в чемпионате, в кубке завершил выступления на стадии 1/8 финала, уступив «Родине-М». В 2022 году нападающий Сергей Кутузов достиг отметки в 200 голов в официальных матчах за зелёно-белых.
В 2023 году ФК «Зеленоград» выиграл Кубок Москвы среди ЛФК в восьмой раз в своей истории (в финале на своём поле по пенальти обыграв команду «ЗОВ» после нулевой ничьи по прошествии 120 минут игрового времени) и вновь стал вторым в чемпионате. Вновь форвард «Зеленограда» стал лучшим бомбардиром Чемпионата (Михаил Каретников, 20 голов). По ходу сезона старший футболист команды, играющий тренер Александр Кабанов преодолел отметку в 500 сыгранных за клуб официальных матчей.
В первом официальном матче сезона «Зеленоград» выиграл в третий раз в своей истории Суперкубок Москвы среди ЛФК (победа над ФК «ЗОВ» со счётом 3:0). В Кубке Москвы зелёно-белые в конце июня уступили на стадии 1/4 финала молодёжной команде Академии ФК «Торпедо». 2 октября в матче 2-го круга зеленоградцы выиграли у торпедовцев 3:0 и досрочно, за три тура до финиша, стали чемпионами Москвы среди любительских футбольных клубов (дивизион «А»). «Золото» завоёвано впервые с сезона 2015 года. За победу в Чемпионате футболисты «Зеленограда» получили право на присвоение звания «Кандидат в мастера спорта». На церемонии награждения МФФ ФК «Зеленоград» был удостоен наград в номинациях «Лучший любительский футбольный клуб Москвы 2024 г.» и «Лучший тренерский штаб Чемпионата Москвы среди любительских футбольных клубов 2024 г.». Награды были вручены начальнику команды ФК «Зеленоград» Александру Николаевичу Быкову. Обладателем персональной «Золотой бутсы» лучшему бомбардиру Чемпионата Москвы среди ЛФК (дивизион «А») стал Денис Имедадзе, поразивший ворота соперников 22 раза.  

## «Зеленоград-2»
В 2007 году вторая команда клуба участвовала в первенстве России среди ЛФК (ЛФЛ), заняла 11-е место из 15 (в дивизионе «А» московской зоны). Из Кубка Москвы «Зеленоград»-дубль выбыл на стадии 1/4 финала, уступив «Маккаби». В Кубке Москвы 2008 года дубль «Зеленограда» не участвовал, получив в 1/8 финала техническое поражение в матче со «Сменой».

## Тренеры
- Николай Александрович Кулин (2002—2008)
- Владимир Васильевич Бодров (2008)
- Андрей Игоревич Афанасьев (2009)
- Михаил Николаевич Мурашов (и. о.) (2009)
- Юрий Геннадьевич Свирков (2009—2010)
- Сергей Сергеевич Егоров (2010)
- Михаил Николаевич Мурашов (2011—2013)